# François Kemlin
François Kemlin, parfois écrit Kemelin conformément à sa prononciation, est un ingénieur chimiste né à Rambervillers (Vosges) le 19 février 1784 et mort à Trévoux, dans l'Ain le 6 juillet 1855, pionnier de l'industrie du verre-cristal au plomb à Vonêche, d'abord homme de confiance d'Aimé-Gabriel d'Artigues, puis industriel en Belgique. Ce chimiste des cristalleries de Vonêche, fondateur de nombreux sites industriels verriers et chimiques, s'est fait naturaliser belge après 1830.
Issu de la chimie verrière, il n'en est pas moins considéré comme un des fondateurs exemplaires de la chimie industrielle belge.

## Biographie
Issu d'une famille bourgeoise assez peu fortunée, fils de Joseph Kemlin, négociant à Rambervillers, François Kemlin aurait appris, selon la légende locale, la chimie avec quelques pharmaciens et des industriels alsaciens.
Aimé-Gabriel d'Artigues, directeur de la cristallerie de Saint-Louis-lès-Bitche le recrute pour son laboratoire de recherche sur les verres au minium vers 1802 et l'emmène dans son aventure industrielle à Vonêche. Il participe à la fondation de la cristallerie impériale.
François Kemlin est nommé directeur d'usine à Vonêche, lorsque son patron est forcé de partir installer une succursale en France, à Baccarat. Kemlin gère la manufacture avec difficulté, parvenant à équilibrer les comptes et garder l'outil de travail, avec le minimum d'investissement sans bénéficier d'un bon carnet de commande, à cause de la crise économique qui ravage l'ancien Empire napoléonien au début de la Restauration jusqu'en 1820. Kemlin, patron intelligent, sait déjà déléguer des responsabilités d'opérations unitaires à de jeunes ingénieurs prometteurs venus de toute l'Europe du Nord, toutefois essentiellement anglo-saxons. Dès 1820, il est secondé par l'ingénieur-chimiste Auguste Lelièvre, avec lequel il continue des recherches en pointe sur les techniques verrières de l'époque.
Après le retrait des affaires directoriales du financier Aimé Gabriel d’Artigues, après sa vente, obligée pour raisons de dettes, de sa cristallerie et du château de Baccarat en 1822, il devient son administrateur fondé de pouvoir pour ses affaires de cristallerie. Il constate la migration de plus en plus importante des jeunes meilleurs maîtres verriers vers Baccarat, même après la vente. Comprenant la dépréciation inéluctable du site de Vonêche, faute de capitaux investis, et avec la fuite accélérée de l'excellence ouvrière vers Baccarat, il veut infléchir cette politique industrielle et demande à acheter la manufacture de Vonêche en juillet 1825.
Constatant le refus ferme de son mentor et patron, devenu essentiellement bourgeois rentier, l'homme de l'art, avec l'aide financière rassemblée par le baron de Bonaert, se décide à partir avec une centaine d'ouvriers pour fonder une cristallerie dans le Val Saint-Lambert,, avec l'appui de financiers et banquiers locaux. Le créateur devient son premier directeur de 1826 à 1828. Jouant sur la diversité des productions, autant le plus souvent simples et accessibles, que luxueuses, l'entreprise devient prospère. Elle aura ainsi capté plus de 250 ouvriers, en provenance de la manufacture de Vonêche, qui connaîtra un déclin rapide.
Après des différends de politique industrielle avec les dirigeants financiers, il quitte la verrerie et la cristallerie du Val-Saint-Lambert après douze années de direction vers 1838. Il joue un rôle de conseiller technique auprès des industriels de la verrerie et de la chimie naissante, puis fonde entre 1837 et 1843 avec la collaboration éphémère du jeune chimiste français Alphonse Clément-Desormes la première glacerie belge à Sainte-Marie-d'Oignies, au lieu-dit du prieuré, à Aiseau-Presles près la rivière Sambre.
François Kemlin se retire des affaires quelques années plus tard et prend sa retraite en France, en rejoignant le pays natal de son épouse dans la Dombes. François Kemlin, administrateur de l'hôpital de Trévoux, repose au cimetière de Trévoux en premier défunt dans la chapelle funéraire des familles Kemlin et Sausset, plus tard laissée aux sœurs dominicaines de Bourg-en-Bresse.

## Chimiste verrier remarquable, homme d'affaires avisé et patron paternaliste
François Kemlin est considéré de nos jours unanimement en Wallonie actuelle comme un industriel pionnier de la jeune chimie industrielle belge.
Vers 1840, il développe, avec son comparse ingénieur Auguste Lelièvre, la société de Vedrin qui exploite une concession de mines de plomb, contrôle la fusion du métal plomb, mais extrait aussi la pyrite autrefois délaissée. Chercheur conscient de la nécessaire pureté des produits chimiques de base, François Kemlin met au point un procédé efficace pour la fabrication de l'acide sulfurique par l'emploi immédiat de la pyrite.
Au Val-Saint-Lambert, le directeur général de la cristallerie suit l'exemple bienveillant et continue l'action paternaliste de celui qui restera malgré leurs brouilles son premier modèle en industrie, Aimé-Gabriel d'Artigues. Son administration technique nullement pléthorique développe une action sociale complexe avec la construction d’habitations ouvrières pourvues du confort moderne, la création d’une caisse d’épargne et d’une caisse d'assurances et de secours aux malades, ainsi que des équipements pour accueillir des cercles de musique, association de dessin, classe de lecture et de théâtre pour les ouvriers en repos et surtout les enfants des ouvriers.
Le rayonnement international de la chimie belge à la Belle Époque est tributaire de cette génération pionnière, à laquelle il a participé et ouvert des perspectives avec autant de générosité que d'intelligence.